# めだかボックス
『めだかボックス』は、原作：西尾維新、作画：暁月あきらによる日本の漫画作品。『週刊少年ジャンプ』（集英社）2009年10号に読み切りとして掲載され、同年24号から2013年22・23合併号まで連載された。

## 概要
「戯言シリーズ」・「〈物語〉シリーズ」などで知られる西尾維新が手がけた初の週刊連載の漫画原作で、西尾原作の漫画作品としては3作目となる。話数カウントは「第○箱」で、各回のタイトルは、その回に出てくるセリフやモノローグからの引用になっている。
あらゆることを完璧にこなす主人公、黒神めだかが学園内で起きた問題を生徒会の仲間たちと共に解決してゆく物語。短編形式での導入後は、人為的に天才を作り出す「フラスコ計画」を主軸に、研究を進める学園側とその阻止を目指す生徒会、過負荷を擁する第三勢力の攻防が描かれる。超人的な能力が存在する作品でありながら、相手を更生させたり成長の手助けをすることを話の主体としている。
登場人物の奇抜な名前や推理要素・言葉遊び・パロディなど、原作者が自身の作品で用いる要素は本作でも健在であり、本作では掲載誌である『週刊少年ジャンプ』に関するメタフィクション的な台詞回しが特に多い傾向にある。
2012年1月時点で累計発行部数は518万部を突破している。
2011年10月にテレビアニメ化が発表された。2012年4月から6月まで全12話が放送され、同年10月から12月まで第2期が全12話（本編全11話+番外編1話）で放送された。また、西尾による書き下ろしの小説版も発売された。

## あらすじ
生徒会執行 編【第1箱 - 第21箱】
文武両道・容姿端麗・質実剛健・才色兼備・有言実行……の完璧超人である箱庭学園の1年生、黒神めだか。彼女は入学したてでありながらも、生徒会長選挙で大言壮語を放った結果、98%の支持率を得て箱庭学園第98代生徒会長となる。選挙戦での公約通り「目安箱」を設置し、その投書に書かれた案件を幼馴染の人吉善吉と共に解決していく。学園内で生徒たちのトラブルを解決していくにつれて次第に好評を博した目安箱は、いつしか「めだかボックス」と呼ばれるようになる。最初は2人だけだった生徒会も、案件を解決していくうちに、柔道界のプリンス：阿久根高貴、競泳部の守銭奴・喜界島もがなといった個性豊かなメンバーが揃う。
十三組の十三人 編【第22箱 - 第55箱】
箱庭学園理事長が秘密裏に推し進める「フラスコ計画」なる非人道的な陰謀が発覚。「天才を人為的に生産する」という壮大な目的のもと、「十三組の十三人（サーティン・パーティ）」と呼ばれる異常（アブノーマル）の特待生たちが本格的に活動を始め、彼らの本拠地である時計台地下の施設を視察することとなる。
球磨川事件 編【第56箱 - 第92箱】
生徒会執行部の時計台地下施設視察の直後、理事長の独断により過負荷（マイナス）の転校生により形成されるクラス「-十三組（マイナスじゅうさんくみ）」が新設される。めだかと中学時代から因縁があり、過負荷たちのリーダー格である「負完全」球磨川禊が現生徒会にリコールを宣言したことで生徒会戦挙が勃発する。
黒神めだかの後継者 編【第93箱 - 第140箱】
フラスコ計画の立案者である「悪平等」（ノットイコール）・安心院なじみが転校してきて、めだかが凍結したフラスコ計画をめだかの卒業後に再開することを宣言。それに対抗するため、生徒会執行部主催の次世代育成プログラムを立ち上げ、黒神めだかの後継者を育てることを開始する。後継者育成のさなか、あることがきっかけでめだかと善吉が対立、生徒会選挙にて争うことに。
漆黒の花嫁衣裳 編【第141箱 - 第158箱】
生徒会長の座を退いためだかの前に月氷会の人間が表れ、7つの分家の代表である7人の婚約者からめだかの結婚相手を決める醜悪なる宴「漆黒宴」の開催を告げる。過去の漆黒宴で婚約者候補が全員何者かに殺されていることから、自らが勝利することで漆黒宴を叩き潰そうと、鶴喰家代表の鶴喰鴎と箱庭学園のジョーカーズ、不知火半袖・球磨川禊・安心院なじみ・不知火半纏らを引き連れ、漆黒宴に名乗りを上げる。
不知火知不 編【第159箱 - 第185箱】
漆黒宴終了後、学園に戻っためだかたちだったが、学園内の「不知火半袖が通っていた記録と記憶」が「なかったこと」にされてしまっていた。学園内の誰もが半袖のことを覚えていない中、異変に気付き半袖のことを覚えていためだかは、同じく半袖のことを覚えていた人吉善吉・球磨川禊・安心院なじみと共に不知火家の総本山「不知火の里」へと向かう。そこで5千年前の英雄「獅子目言彦」と遭遇する。
未来へのブーケトス 編【第186箱 - 最終箱】
黒神グループの会長を継ぐために箱庭学園を辞めることになっためだか。その彼女のために、箱庭学園流壮行会「百輪走」が開かれることとなった。
グッドルーザー球磨川【外伝】
球磨川禊が箱庭学園へ転校してくる前にいた「水槽学園」での物語。球磨川が水槽学園に転入してから、生徒会長に就任するまでの経緯が描かれる。
久々原滅私の腑抜けた君臨または啝ノ浦さなぎの足蹴による投票【小説版第1弾 上巻】
黒神めだかが箱庭学園に入学した直後から生徒会選挙へ立候補するまでの物語。
朳理知戯のおしとやかな面従または椋枝閾の杯盤狼籍マニフェスト【小説版第1弾 下巻】
生徒会選挙へ立候補しようとするめだかと、それを阻止しようとする教師たちの物語。
グッドルーザー球磨川 水槽に蠢く脳だらけ【小説版第2弾 上巻】
「グッドルーザー球磨川」の続編。水槽学園の生徒会長となった球磨川を水槽学園から追い出すべく、安心院なじみは自身の端末である鉄砲撃と箞木盟を差し向け、ゲームを始める。
グッドルーザー球磨川 水槽管理のツークツワンク【小説版第2弾 下巻】
「グッドルーザー球磨川」の続編。安心院ゲームの第1ステージをクリアした球磨川は、安心院なじみの端末で新たな刺客、焼石櫛と隠蓑済・既姉妹と対峙する。
グッドルーザー球磨川 完結編【外伝】
「グッドルーザー球磨川」の続編。箱庭学園を卒業後、球磨川はキヲテラエのライブ会場を訪れ、須木奈佐木と対面する。
黒神めだかがいなくても!【テレビアニメ版 第12箱】
西尾維新脚本・暁月あきらキャラクターデザインによる、テレビアニメオリジナルストーリー。
「生徒会執行編」と「十三組の十三人編」の間である、黒神めだかが雲仙冥利との闘いの結果として入院していた時のエピソード。めだかを欠く生徒会が、新たに目安箱に投書された問題を解決するために奮闘する。
グッドルーザー球磨川 『生徒会を死刑執行する』【テレビアニメ版第2期 第マイナス12槽】
西尾維新脚本・暁月あきらキャラクターデザインによる、テレビアニメオリジナルストーリー。
「グッドルーザー球磨川」の続編。時間軸的には小説版よりも後のストーリーになる。とある事情から休学していた生徒・画図町筆が起こす騒動を、水槽学園生徒会長の球磨川は自らのスキルを駆使して解決していく。

## 登場人物
黒神 めだか（くろかみ めだか）
本作の主人公。箱庭学園の第98・99代生徒会長。
人吉 善吉（ひとよし ぜんきち）
箱庭学園の第98・99代生徒会庶務。第100代生徒会長。

## 用語

### 箱庭学園
物語の舞台となるのは創立およそ100年の高校で、元々は「黒箱塾」なる寺子屋であった。現理事長は不知火袴。1学年に付き1組から13組まであるマンモス校。1クラス30人として1260人は在学している。
1-4組は「普通科」、5・7・9組は「体育科」、6・8組は「芸術科」。それより上のクラスは全員が特待生（チームトクタイ）となっており、10組は「特別普通科」、11組は「特別体育科」、12組は「特別芸術科」、さらには全国から集められた異常者（アブノーマル）で構成された13組「特別特別科」 、そして作中にて新設された-13組が存在する。
制服は、男子はブレザー、女子はセーラー服であるが、生徒会役員は黒を基調とした生徒会専用制服（セイトカイコスチューム）の学級鎧（クラスメイル）を着る。その黒を基調とする理由は、「学園の影となり、影に徹して、活動すべきだから」である。風紀委員会は白を基調とした制服と星のマークのついた腕章をつけている。生徒の自主性を何よりも重んじるが故に生徒会の仕事は多岐にわたり、膨大な量となる。部活も活発で、クラブが30以上ある。
生徒会の下部組織として、委員会連合がある。
1-9組の生徒は「通常 / 普通（ノーマル）」、10-12組の生徒は「特例 / 特別（スペシャル）」、13組の生徒は「異常 / 異常者（アブノーマル）」、-13組の生徒は「過負荷（マイナス）」と呼称されている。
生徒会執行部
箱庭学園における生徒会は、会長・副会長・書記・会計・庶務と5つの役職で構成されている。リコールを請求する場合は全校生徒の半数以上の署名が必要で、必要数以上の署名が集まれば即日罷免できる。生徒会長が罷免された場合、次期選挙まで解任請求者が生徒会長を務めなければいけない。
第97代生徒会執行部
会長の日之影空洞が、全校生徒・役員に知られることなく学園を守り続けた代。
第98代生徒会執行部
会長兼副会長、黒神めだか。会計、喜界島もがな。書記、阿久根高貴。庶務、人吉善吉。着任当初はめだかが全ての役職を兼任していたが、善吉を庶務に任命したのを切っ掛けに人数を増やしている。基本的に目安箱（めだかボックス）への投書の解決を中心に活動している。生徒会室は、案件を1つ解決する度に置かれる花で溢れ返っており、その水遣りと目安箱の確認は庶務の仕事となっている。
副会長不在という生徒会則第2条の不備があるため、-十三組に解任要求を宣言され、生徒会戦挙を執り行うこととなった。
第99代生徒会執行部
第98代生徒会執行部が生徒会戦挙に勝利し、不在であった副会長に球磨川禊を任命し、新たに発足した生徒会執行部。「オリエンテーリング」の後、めだかと善吉との間で抗争が勃発し、その決着を第100代生徒会執行部の選挙で決めることになっている。なお抗争の間も、生徒会の業務は滞りなく行われている。
第100代生徒会執行部
会長、人吉善吉。副会長、名瀬夭歌。会計、江迎怒江。書記、鰐塚処理。庶務、虎井砕。第100回の生徒会選挙で現職のめだかに大差をつける支持率62%で善吉が会長に当選。ちなみに投票率は100%。
委員会連合
生徒会執行部の下部組織。風紀、選挙管理、保健、飼育、食育、美化、図書の7つの委員会からなる組織。学園の「日常」を守ることをモットーとして活動しており、委員長クラスはほぼ全員特待生のエリートである。生徒会の下部組織ではあるが、「下につけども従わず」が基本方針であるため、生徒会のために動くことは珍しい。
風紀委員会
学園治安の維持を至上目的とする遊撃部隊。人呼んで学園警察。委員長は雲仙冥利。副委員長は呼子 笛。理事会・職員室を始めとするあらゆる権力から解放された独立特務機関であり何個かの部隊に分けられている。理事会から条件付で武装を許可されている。女子メンバーは「雲仙冥利を愛でる会」で多くを構成している。風紀に対する忠誠心・団結力もすさまじい。
選挙管理委員会
限りなく公平、公正な選挙の進行、正しい審判を目的とする学園組織。基本的に選挙期間のみの職務であり、学園内で最も「仕事をしない」委員会である。自らを日陰の身と言ってそれを表すように、黒子装束を制服とする。委員長は大刀洗斬子、副委員長は長者原融通。AからZまでの班はそれぞれ7人前後の人員で構成され、大きな団結力、遂行力を持つ。
図書委員会
委員長は十二町矢文。
保健委員会
委員長は赤青黄。委員長は代々、安心院なじみの端末である悪平等が務め、箱庭学園の平和を守ってきたため、この学園では過去に死者が1人しか出ていない。
食育委員会
委員長は飯塚食人と米良孤呑。食材に敬意を払う米良と食べる人に敬意を払う飯塚。どちらも正しく、どちらも素晴らしいため、箱庭学園史上初めてのダブル委員長となっている。
飼育委員会
委員長は上無津呂杖。
美化委員会
委員長は廻栖野うずめ。
十三組（ジュウサン）
特待生の中でもさらに選ばれた特待生。皆「異常性（アブノーマル）」と呼ばれる異常な才能を有している。基本的にはそれらの才能のみに特化しており、めだかや冥利のような万能タイプは稀である。100人以上在籍しているが、登校義務さえ免除されているため、ほとんど学校に来ておらず、通常登校し授業に参加しているのは黒神めだか・日之影空洞・雲仙冥利の3名のみである。
十三組の十三人（サーティン・パーティ）
フラスコ計画に参加している十三組生の総称。異常性を持つ十三組生の中で計画に必要だとみなされた者だけが加入できる。なお、本来のしきたりとして1年生は参加できない。参加の際には8個のサイコロを同時に振り、どういう結果が出るかを試す「サイコロ占い」という実験を行う（めだかは全てのサイコロがタワー状に積み重なり、冥利は全てのサイコロで6の目が出る）。
表の六人（フロントシックス）
「十三組の十三人」の中でもフラスコ計画や理事長に協力的な6人。十三組の十三人編ではめだかたちと対決。不知火知不編では全員そろって救援に現れた。
裏の六人（プラスシックス）
「十三組の十三人」の中でも技能・人格ともに特に異常度の高い6人。異常性というより過負荷に近い超常的な能力を持ち、-十三組にも関わるとされたが結局ほとんど語られなかった。
-十三組（マイナスじゅうさんくみ）
不知火袴の独断によるフラスコ計画・プランBの開始に伴い、不知火半袖を参考に新設されたクラス。「過負荷（マイナス）」と呼ばれる、欠点にしかならない才能を持った転校生で構成されている。そもそも過負荷は劣等感まみれで馴れ合うこともほぼ不可能であり、クラスにはクラスメイトの携帯電話が置いてあって話し合うという有様で、クラスの体すらなしていない。自分が人並みに幸せになるのではなく、他者が自分と同じくらい不幸になることを望むのは過負荷に多くに見られる性質である。基本的に階級や規律に頓着しない。球磨川によれば大半は週刊少年ジャンプの愛読者であり「ぬるい友情・無駄な努力・むなしい勝利」をクラスのモットーとして掲げる。

### 悪平等（ノットイコール）
光も闇も、正義も悪も、毒も薬も、勝ちも負けも、強さも弱さも、黒も白も、成功も失敗も、幸せも不幸せも、本当は全部同じもので、人間はみんな平等にくだらないただのカス、という倫理観を持つ、平等なだけの人外「安心院なじみ」とただそこにいるだけの人外「不知火半纏」の2人だけの存在。悪平等（ノットイコール）という名も、安心院によると、異常や過負荷などに合わせて適当に名乗っているだけ。
7億人の悪平等（ぼく）
世界に7億人いる安心院なじみの端末であり末端。人類の10人に1人が安心院なじみの端末。端末とは何かということを言葉で説明することは難しく、逆に簡単な説明でそれを理解できた者は10人に1人の悪平等（ぼく）ということになる。1人で大量の個性を持つこと、というのが端末を作成した理由であり、現在の人数は7億人であるが、一時期は勢い余って地球上の人口の半数以上を端末で埋め尽くしてしまったこともある。端末だからといって、必ずしも安心院に従順というわけではなく、端末それぞれに自我があり、個性があり、意志があり、事情があり、感情があり、過去があり、生活があり、何より自分自身があり、安心院が端末たちに最初に与える使命は「悪平等である前に自分であること」である。そのため、時には自分の意志により安心院へ反旗を翻すこともある。端末の中には安心院からスキルを借り受けている者もおり、「能力所有者（スキルホルダー）」と呼ばれている（中には自分自身のスキルを持つ者もいる）。箱庭学園はフラスコ計画の実験場であるため、観察者効果を出さないためにも悪平等はほとんどいない。
現在、作中で確認されている悪平等（ぼく）は喜々津嬉々、鰐塚処理、財部依真、与次郎次葉、希望が丘水晶、赤青黄、啝ノ浦さなぎ、鉄砲撃、箞木盟、焼石櫛、隠蓑済、隠蓑既の12名（贄波生煮もつかみどころのない態度のため、悪平等ではないかと疑われている。また、水槽学園にも鉄砲・箞木・焼石・隠蓑姉妹以外にも5人の端末が在籍している）。

### スキル
「異常者（アブノーマル）」が持つ特異な才能や、「過負荷（マイナス）」が持つ特異な欠点など、魔法のような力を総称して「スキル」と呼ぶ。ほとんどの異常者や過負荷は一人につき一つのスキルしか持たない（「完成」でスキルを体現しているめだか、「改神モード 全吉モデル」と「愚行権(デビルスタイル)」を持つ善吉、一人で二つの過負荷を持つ球磨川や一人で異常性と過負荷を一つずつ持つ名瀬、1京のスキルを持つ安心院など、例外もいる）。これらのスキルを持つ者の大半は成人するあたりで、スキルを喪失している（全員が喪失したわけではなく、半袖や名瀬のように喪失していない者もいる）。善吉はこれを、「苦労しなければ手に入らないものがあるように、満たされることで失う物もある」と推測している。
異常性（アブノーマル）
常人では不可能なことを当然のように行い常に異常な結果を生み出す才能や、異常な精神的性質のこと。
過負荷（マイナス）
欠点にしかならない特異な才能。わかりやすく言えば、害にしかならないような特殊能力。過負荷はいわばマイナスの利点であり、めだかのような能力で完成させても無意味で、むしろ完成させればさせるほど負荷を増大させてしまう。「殺人衝動」のような欠点たり得る異常性との違いは、異常性の持ち主はそのスキルを意志で制御しているのに対し、過負荷の持ち主は制御するつもりがないこと。年月とともに過負荷がマイナス成長を遂げ、過負荷は増大していく。異常性と違い、後天的に発現するスキルなので、環境や状況によって性質が決まる。

### 言葉使い（スタイルつかい）
異常性（アブノーマル）でも過負荷（マイナス）でもない、新たな戦闘スタイル。能力（スキル）ではなく、「漢字」や「誤変換」など、文字通り「言葉（スタイル）」を武器とする。黒神家の分家の頭首が、それぞれ違った言葉使いであり、舌には使う言葉（スタイル）を表す字が刻まれている。開発者は鶴喰梟。スキルが通用しない獅子目言彦を迎撃するために開発された。共鳴し共振し共感する、コミュニケーションの手段であり、言葉が通じるもの相手ならば効果がある。逆に言えば、言葉が通じない相手（コミュニケーションが取れない赤子）や逆上して「相手の話を聞かない」状態になると効果がなくなる。共感の技術であるため、相手の気持ちを理解しているほど効果がある。それ故に、機先を制する完璧なタイミングでカウンターを放つことができる。また、スタイルは「パターン」であるため、振動として一時的にスタイルを伝授することができる。

### フラスコ計画
「天才がなぜ天才なのか」を解明し人為的に天才を創り出すという、安心院曰く、普通の人をめだかのような「主人公」にするための計画。立案者は安心院なじみ。計画に参加できる定員は13名であり、通称「十三組の十三人（サーティン・パーティ）」と呼ばれる。始動したのは数百年前、学園がまだ私塾だった頃でその当時は「試験管計画」と呼ばれていた。歴史は上記のように長く、不知火を代表とする数十の財団から国家軍部に至るまでが出資者となって研究は絶え間なく続けられており、現在では箱庭学園時計塔地下に広がる研究施設で続けられている。
天才を作り出すカリキュラムが完成した暁には箱庭学園に通う全校生徒にそれらを適用すると目論んでおり、王土によると「おそらく被験者（全校生徒）の98%は『壊れる』」とのこと。
生徒会執行部が地下研究施設に視察したことで、王土すらも凌駕するめだかの異常性「完成（ジ エンド）」が浮き彫りになり、十三組の十三人によるプランAは頓挫。フラスコ計画は半ば自動的に-十三組によるプランBへと移行したが、生徒会戦挙で球磨川が敗北したことを受けて、安心院は黒神めだかが卒業するまで計画を凍結することを決めた。一方、めだかは自身の卒業後にフラスコ計画を止められるだけの人材を育てるべく後継者育成を目指すこととなる。
だが、めだかと善吉の決裂を受け、計画は事実上再開。普通（ノーマル）である善吉を実験台に、善吉のアイデアとこれまでのデータを加味して善吉をめだかを超える「主人公」にまでのしあげることを目標とする真・フラスコ計画を発動する。学園のほかの一般生徒を計画の実験台にしないことと引き換えに、善吉は自らがフラスコ計画のモルモットになることを了承、善吉は「主人公化」を果たしている。
第100回の生徒会選挙で善吉が勝利したことにより、めだかの名のもとに計画の凍結を解除。黒神真黒と名瀬夭歌を統括に再任し、生徒会執行部の管理と監査の下、非人道的な実験行為を排除した「健康的フラスコ計画」として再開された。その後、被験者の一人である虎居砕が第100代生徒会庶務に就任した。

#### 地下研究施設
箱庭学園の地下に広がる研究施設。ここでフラスコ計画の研究が日々行われている。地下一階から地下十三階までの13のフロアがある。時計台1階の「拒絶の扉」が唯一の出入り口。
拒絶の扉
フラスコ計画研究施設への入り口を塞ぐ門。電子錠でロックされており、その暗証番号は6桁の数字だが一人通るたびに番号が変更される。通れる確率は百万分の一という超低確率であり、逆に言えばフラスコ計画に参加できる程度に異常な異常者しか通れないということになる。
地下十三階直通エレベーター
フラスコ計画の最深部にして最新部である地下十三階まで直通のエレベーター。キーボード入力による漢字かな交じり、文字制限無しの暗号を入力しなければ稼動しない。このエレベーターを動かせるのは現在確認されている中では、「裏の六人」の6人、雲仙冥利、黒神めだかの8名だけである。
地下一階フロア 巨大迷路
高千穂仕種がこの階の住人。フロア全体が巨大な迷路になっており、施設全体が壮大な実験器具となっている。かなり複雑にできているようで、右脳・左脳兄弟は出ることができなかった。
地下二階フロア 日本庭園型ビオトープ
日本家屋や石灯籠、飛び石、池、庭木などが土を敷いた床面に直に配置されている疑似自然空間。フロア全体が広大な日本庭園を模したビオトープとなっており、気圧や光量を調整し屋外を再現している。糸島軍規がこの階の住人だが、庭園の維持管理は宗像形が行っている。
地下三階フロア 実験動物園
古賀いたみがこの階の住人。フロア全体が動物園になっている。このフロアの動物たちは名瀬に改造を施された実験動物で、めだかの「動物避け」がまったく通じない。
地下四階フロア 名瀬夭歌の実験工房
名瀬夭歌がこの階の住人。病院のようなフロアで、改造手術室などがある名瀬の実験工房。
地下五階フロア 駐車場
百町破魔矢がこの階の住人。この階に停めてある車は百町のコレクション。なお、この階は-十三組の襲撃で損壊している。
地下六階フロア 図書館
上峰書子がこの階の住人。
地下七階フロア 温泉
湯前音眼がこの階の住人。
地下八階フロア 大舞台
鶴御崎山海がこの階の住人。
地下九階フロア 墓場
宗像形がこの階の住人。
地下十階フロア 美容院
筑前優鳥がこの階の住人。
地下十一階フロア 球技場
雲仙冥利がこの階の住人だった。現在は空きフロア。
地下十二階フロア ゲームセンター
行橋未造がこの階の住人。最新の科学技術の結集である遊戯施設を用いて行橋の受信感度を磨いている。
地下十三階フロア
都城王土がこの階の住人。13万1313台ものスーパーコンピュータが24時間365日休むことなく並列で動作しており、それらで異常者の解析を行っている。大量のスーパーコンピュータが動作しているため、オーバーヒート予防のために冷房が過剰なまでに効いている。

### 生徒会戦挙
箱庭学園の前身である黒箱塾時代の塾則第百五十九項に基づき、全校生徒の半数以上の署名を集めて生徒会長にリコールを請求した場合に行われる、現生徒会とリコールした側との決闘。庶務、書記、会計、副会長、会長の順に1対1の決闘を行う。黒箱塾時代は防具をつけず、日本刀のみで5つの役職を奪い合った。
今回は準備期間も兼ねて一週間ごとの開催となっており7月25日から8月22日まで行う。管理は選挙管理副委員長、長者原融通。一般生徒の見学は原則禁止。
決闘法は、子（ね）から亥（い）までの十二支に人を足した13枚の札に振り分けられており、いずれか1枚を選ぶくじ引きによって役職ごとに決定される。札の中身は次の対戦時には全て別の物に差し替えられる。長者原の独断で現代風にアレンジされた箇所を除いて、その大半は黒箱塾時代の文献に基づいた内容。生徒会は絶対的な力を持って君臨すべきとの考えに基づいてルールは挑戦者サイドに有利に作られており、5戦の対戦成績の勝敗が五分（例：2勝2敗1分）の場合は挑戦者サイドの勝利となる。また戦挙中の負傷、死亡は事故として処理される。
庶務戦・巳「毒蛇の巣窟」
人吉善吉 対 球磨川禊
勝者 人吉善吉
庶務戦の13の決闘法の中で一番残虐な内容。グラウンドに開けられた四方および深さが10mの穴の四隅に支柱を立て、柱に四方をはめただけの未固定の金網の上で行われる。底には夥しい数のハブが潜んでおり、時間経過とともに金網が下底の蛇に近づいていく。挑戦者有利のルールを最も色濃く発揮しており、勝利条件は挑戦者が腕章を現職者から奪い取る、あるいは挑戦者に現職者が降参を申告させること。すなわち、現職者は何らかの手段で敗北を認めさせる以外に勝つ方法はない。奪取・守備時の手段に制限はなく時間も無制限。ギブアップ申告も可能。金網が底に着き両者がハブに咬まれて死亡した場合は両者失格。
書記戦・巳「冬眠と脱皮」
名瀬夭歌（阿久根高貴の代理） 対 志布志飛沫
勝者 志布志飛沫
書記戦の13の決闘法の中で一番残虐な内容。学食係所有の巨大冷凍庫内、-48℃の世界が会場。黒箱塾時代は氷室で行われていた。勝利条件は相手の身包みを全て剥ぎ、全裸にすること。零下のステージは冬眠を、身包みの剥ぐことは脱皮を見立てている。剥ぎ取った相手の衣服を自分が纏うことは可能。時間無制限でギブアップ不可。
会計戦・卯「火付卯」
人吉瞳（喜界島もがなの代理）、人吉善吉（サブプレイヤー） 対 江迎怒江、球磨川禊（サブプレイヤー）
勝者 無し（タイムアップのため引き分け）
箱庭学園内の植物園「木漏れ日」が会場。各陣営より、候補者のほかにサブプレイヤーとして1人ずつ参加するタッグ戦。サブプレイヤーの手首に時限爆弾内蔵のブレスレットを装着・施錠し、制限時間1時間以内に候補者が互いに持つブレスレットの鍵を奪いあい、自らのパートナーを助けた方が勝利となる。時限爆弾機能は連動しており、ひとつを解除すれば相手側の爆弾も解除される。鍵の廃棄・破壊・隠匿はいずれも反則負け。制限時間を過ぎた場合、両陣営のサブプレイヤーの時限爆弾が爆発して引き分けとなる。
副会長戦・戌「狂犬落とし」
日之影空洞（着任者無しのため、代理出場） 対 蝶ヶ崎蛾ヶ丸
勝者 日之影空洞
建設中の校舎が会場。建設途中の校舎の鉄骨の上から相手を地面に突き落とした方が勝利となる。参加者の安全を考え、セーフティネットが張ってあるが、そこも地面の一部と見なされる。地面に落ちたとしても自らの下に鉄骨の一部ないしは、相手がいるなど地面やネットに直接触れなければ敗北とはならず、試合は続行される。
会長戦・人「人間比べ」
黒神めだか 対 球磨川禊（不知火半袖の代理）
勝者 黒神めだか
会長戦における「人」のカードは一種のワイルドカードで、生徒会側が自由に勝負方法を決める。めだかが提示した勝負方法は、「会場は箱庭学園全域、時間無制限・どんな武器でも使用可能でルールはただ一つ『負けたと思った方の負け』」（つまりどちらかがギブアップしない限りずっと続く）。

### 生徒会執行部主催「次世代育成プログラム」
「黒神めだかが卒業するまでフラスコ計画を凍結する」というスタンスをとる安心院なじみに対して生徒会が打ち出した対策。在学中は自分が学園を守り、卒業後は育てた次世代が学園を守り、その次は次世代が育てた次世代が学園を守る。それを繰り返すことで学園の平和が永遠に続く「後進を育てるシステム作り」のためのプログラム。
参加者を飛び級させる形式を取り、参加する中学生たちは2学期の間、箱庭学園の1年生として学業に励みながら生徒会執行部の見習いとして仕事を補佐し、数年後の未来を見据えて組まれたカリキュラムを受ける。
632人の参加希望者の中には名の知れた者も紛れてはいたが、面白半分の冷やかしも相当数いたため、球磨川による残酷な選別（聞いただけで心が折れるスピーチ）を行い、それに耐えた5人にプログラムに参加してもらうこととなった。なお、選ばれた5人は全員安心院が潜り込ませた悪平等であったが、実は632人のうち約600人が悪平等であったとのこと。

#### 黒神めだかプレゼンツ「オリエンテーリング」
次世代育成プログラムのカリキュラムの肝である特別企画。

##### 第一回オリエンテーリング
第一回目のオリエンテーリングは箱庭学園を舞台とした宝探し。いくつかの関門が用意されており、それらをクリアして宝を見つける。各委員会の委員長たちが関門の門番として協力しているが、宝にたどり着くルートはいくつかあるため、必ずしも全委員長を相手取らなければならないというわけではない。しかし、最悪のルートでは全委員長を相手にした上、宝にもたどり着けないこともある。MVPは喜々津。
第1関門「暗号文」
参加者に配られた学園の見取り図とそれの裏に書かれた暗号文を解き、示される場所に向かうというもの。難易度はめだかによると「B」で、五分以内に解けなかったら「帰っていい」とのこと。
善吉がこの関門を最後まで解けなかったことが、後の対立の原因となった。
第2関門「読書対決 逆スフィンクスゲーム」
門番は十二町矢文。場所は時計塔1階。その場にあるか否かを問わず好きな本を一冊選び、その本に書かれていることをテーマにクイズを出し、そのクイズに矢文が答えられなかったらクリア。失敗しても何度でもチャレンジ可能だが、一問出題するごとに何か持ち物を賭ける必要がある。また、質問者が回答を知らない質問をした場合は十二町が正答できたかどうかにかかわらず反則負けとなる。
第3関門ルートC「盤上四連勝負 キャスティングボード」
門番は雲仙冥利。場所は時計塔3階。ボードゲームのオセロ・将棋・チェス・囲碁で勝利すれば先に進める。実際にゲームを行うのは彼が選んだ風紀委員会の1年生であり、風紀の次世代育成も兼ねていた模様。CはCHILDの頭文字だが、相手が相手なのでCRAZYのCだと言われた。
第3関門ルートS「不人気投票 仲間割れ選挙」
門番は大刀洗斬子。場所は時計塔4階。チーム内で一番嫌いな人の名前と理由を記名投票し、得票数トップの嫌われ者だけが通過できる。自分自身に投票することはできず、誰に投票するかの相談も不可。SはSLEEPの頭文字。性質上、2チームに分かれてきちんと協調できれば、ルールの穴を突いて全員突破可能。
第4関門ルート2「痛みの殿堂 完全神経衰弱（パーフェクトメランコリィ）」
門番は赤青黄。場所は時計塔5階。2組のトランプを使用した神経衰弱だが、数字だけではなくマークもそろえ無ければならない。揃えたカードの数字がプレイヤーの得点となり、「2」の2点から「A」の14点までの合計ポイント416点のうち、多くポイントを取った方の勝利。完全ターン制で、カードを揃えても1ターンに2枚までしかめくれない。ジョーカーはシャッフルカードで、どちらかがジョーカーを引いた時点で場のカードは並べ直し、ジョーカーをペアで揃えたらプレイヤー同士の得点がシャッフルされる。イカサマは明確に禁止されておらず、発覚した時点で使用不能になるのみで反則負けなどのペナルティは無い。敗者は罰として、赤のスキルで病気を発症させられる。
第5関門ルート1「猟理の食人 超理実習」
門番は飯塚食人と米良孤呑。場所は時計塔11階。飯塚が用意した「今日が旬の食材」を使い料理を1食作り、米良に「おいしい」と言わせたら勝利。なお、満漢全席をはじめとするコース料理も1食とみなされる。複数人の通過権を賭けて誰か一人が代表として勝負を受けることも可能。
第8関門「猫追い犬（キャットドッグ）」&「闘犬（ドッグファイト）」
門番は上無津呂杖。場所は時計塔12階。部屋にいる20匹の猫を檻の中に閉じ込める（暴力を振るったり薬で眠らせるのは禁止）「猫追い犬」と、檻の中で候補生同士が戦い、勝者のみが先に進める「闘犬」の二段構え。
最終関門「マジカルアドベンチャー 魔獣退治」
門番は廻栖野うずめ。場所は時計塔展望室。廻栖野が床に魔法陣を描いて召喚したケルベロスのケルちゃんを退治すると勝利。ただし、ケルちゃんはカメレオンのように周囲の風景に合わせて体色を変化させるので見えない（という設定で、実際には存在しない）。「存在しない魔獣を倒す」ものであり、攻撃を行って倒したと宣言しても廻栖野が後付けの設定で倒したことを認めないため、実質「彼女にどうやってケルちゃんを倒したと認めさせるか」が課題となる。廻栖野への暴力を禁止していないというルールミスが存在している。
ボーナスステージ「めだ関門 屋上PK」
門番は黒神めだか。場所は時計塔屋上。五つ以上の関門をクリアしたものだけが挑めるボーナスステージ。挑戦してクリアすればもちろん宝は手に入るが、挑戦しなくても宝は手に入る（ただし、挑戦しないと宣言するとめだかから制裁を受け、実質的に強制失格となる）。しかし、挑戦してクリアできなければ失格で、宝は手に入らない。PKを行い、ゴールキーパーのめだかからゴールを奪えば勝利。ボールを蹴れるのは一人一回まで。ネーミングを馬鹿にした球磨川は参加する以前に叩き潰された。

##### 第二回オリエンテーリング
第二回目のオリエンテーリングはテレビゲーム大会。めだかがプログラマーを務めた生徒会長育成ゲーム「道徳クエスト」という知育ソフトをより早くクリアした者が勝利。このゲームの開発費には3億円かかっている。ディスク3枚分の据置機版とモバイル版があるが、据置機版には数十時間にも及ぶスキップ不能のムービーがあるため時間的にクリアは不可能である。一方モバイル版では様々なところで課金しなければ進めないようになっており、最終的に課金によって集まった金は勝者が総取りになる。
ゲームのジャンルはシューティングであり、敵機を撃破しポイントがたまると問題が表示され、その問題を解けば解くほどクリアに近づくシステムになっている。しかし、その問題は基本的にこれといった正解がないものばかりで、そのゲームで遊ぶ者の心を折るゲームシステムばかりのいわゆる無理ゲーである。心を折るゲームシステムの考案協力（スペシャルサンクス）はマイナス十三組の面々。
今回のオリエンテーリングの真の目的は、「人間より前に出たくない」というロボットとしての仕様がある希望が丘に、自分を殺さずに自身の性能をフルに発揮させること。そのため、ゲームをクリアするには、希望が丘が自らの演算能力を使ってゲームシステムにハッキングし、データを書き換えなければならない。
後に喜々津がハッキングなしの状態のまま、自力でのクリアに成功したという。

##### 第三回オリエンテーリング
第三回目のオリエンテーリングはテーブルトークRPG大会。妄想力に長けたツギハをゲームマスターに据え、5人のセッションを観察することで彼女らの個性を見極めることが主な目的であった。観察の結果5人が自身の後継者足りえると判断しためだかは、オリエンテーリングをこれで最終回とし、5人に「生徒会選挙に出馬してめだかに勝利する」という最終課題を与えた。

### 赤黒七並べ（ブラッディセブン）
裸エプロン同盟が委員長連合を取り込むために仕掛けた勝負。裸エプロン同盟が勝利した場合は委員長連合が球磨川の計画に協力し、敗北した場合はそれぞれ望む人材を委員長連合に提供する、という条件で行われた。なお球磨川の出したプランは委員会連合女子が全員パンツ丸出しで善吉とめだかの勝負に割り込んで台無しにするというもの。
長者原考案であり、七並べとオセロを合わせたルールとなっている。しかし、球磨川によってルールが一部密かに改ざんされ、手札がなくなっても勝ち上がりではなくなっている。
本来、この対決で球磨川は勝つつもりはなく、相手の顔を立てつつ裸エプロン同盟を委員長連合の内部に送り込むための接待である。そのため、球磨川は｢どうせならお互いが楽しくできる勝負にして欲しい｣と長者原に頼んだ。

### キヲテラエ
須木奈佐木咲、八人ヶ岳十字花、不老山ぞめきの三人で結成したアイドルチーム。全員プロ意識が高く、自分たちの扱い方に不満を持って生徒会メンバーに対バンを申し込むほど。
箱庭学園の文化祭では、異常性や過負荷を沸かすためにクラシック楽器でポピュラー音楽を演奏することを発案、須木奈佐木はテューバ、八人ケ岳はボーカルとティンパニー、不老山はダブルベースをそれぞれ担当した。
演奏も悪くはなかったが、須木奈佐木のテンションが上がると脱ぐ悪癖のせいで、生放送に出ることができない模様。

### 黒神財閥（黒神グループ）
黒神舵樹が会長を務める財閥で、世界有数の大企業である。箱庭学園の支援やフラスコ計画に深く関わっている。
また、分家は舵樹の愛情過多のせいで、20年前、7つの分家を代表する7人の婚約者全員と結婚。このことが原因で、7人の婚約者を1人に絞る漆黒宴が執り行われる元凶を作ってしまった。

### 月下氷人会
めだかの婚約者を決める組織。通称「月氷会」。
黒神財閥や分家に対する影響力や多くの人材や施設を有し、新入りの兎洞武器子に第二回漆黒宴の司会進行役の大任を任されていた。
月下氷人とは仲人の意。

### 不知火の里
不知火一族が住む人里離れた場所。主に黒神家や分家の影武者を請け負っている。
実は不知火半纏が安心院なじみより自分の方が先に死ぬ公算が高かったため、一万年前、自身の予備（バックアップ）を作り出し、その一部が派生してできた存在。「希少種を保存したい」という本能を持ち、その存在を完全にトレースして「受け継ぐ」という伝承が行われて来た。

### 百輪走
かつて箱庭学園が塾だった頃、安心院が冗談で考えたイベント。塾を途中退学したい者へのイベントだが、実際は退学希望者への制裁が目的。
学園のトップランカー100人を退学希望者1人が相手となり戦い全員に勝利すれば退塾できるというもの。100人組み手のようなもので、倒した相手から学生証を証として奪う。
本編では、グループを継ぐため、学園を中退するめだかのために行われるイベント。なぜか、今の学園には学生証が無いため、代わり五十音順の番号とメンバー個人の手書きのプレート付きコサージュが代用された。
なお、トップランカー100人は強さでなく、めだかと関わりのある人物を善吉ら生徒会が生徒・学園外問わず選んで選出されたため、球磨川・都城ら13・-13組から、言彦ら不知火一族・桃園ら分家まで幅広く参加しており、中には有明や諫早ら全くの非戦闘要員のキャラクターまで参戦している。

## 読み切り版
『週刊少年ジャンプ』2009年10号に掲載。内容は目安箱への初めての投書による案件解決で、廃部寸前の柔道部の依頼を受け、めだかと善吉が活動する。
善吉がめだかの幼なじみでほぼ相思相愛である、不知火が二人の共通の知り合いであるなどの設定はそのまま引き継がれているが、連載版において重要なキーワードのひとつである異常（アブノーマル）の要素や、「黒神めだかの真骨頂」などの性格の解説には触れられていない。展開としてはコメディとバトルを合わせた学園ものとして一話完結している。また、読み切り版での結末は善吉が副会長の役職を任されるが、連載版では庶務に変更された。

## 書誌情報

### 漫画本編
- 西尾維新（原作）・暁月あきら（漫画） 『めだかボックス』 集英社〈ジャンプ・コミックス〉、全22巻
  1. 「生徒会を執行する」2009年10月7日第1刷発行（10月2日発売[集 1]）、ISBN 978-4-08-874776-7
  2. 「わかってもらおーなんて思ってないよ」2009年12月9日第1刷発行（12月4日発売[集 2]）、ISBN 978-4-08-874778-1
  3. 「私は生徒会長だぞ」2010年2月9日第1刷発行（2月4日発売[集 3]）、ISBN 978-4-08-874799-6
  4. 「妹・妹・妹だ!」2010年4月7日第1刷発行（4月2日発売[集 4]）、ISBN 978-4-08-870026-7
  5. 「普通に格好いい」2010年7月7日第1刷発行（7月2日発売[集 5]）、ISBN 978-4-08-870076-2
  6. 「お前は何のために生まれてきた?」2010年9月8日第1刷発行（9月3日発売[集 6]）、ISBN 978-4-08-870106-6
  7. 「これがフラスコ計画だ」2010年11月9日第1刷発行（11月4日発売[集 7]）、ISBN 978-4-08-870129-5
  8. 「好きだぜ」2010年12月31日第1刷発行（12月29日発売[集 8]）、ISBN 978-4-08-870166-0
  9. 「黒神くじらという姉は」2011年3月9日第1刷発行（3月4日発売[集 9]）、ISBN 978-4-08-870194-3
  10. 「初めまして」2011年5月7日第1刷発行（5月2日発売[集 10]）、ISBN 978-4-08-870224-7
  11. 「今も昔もそんな君が」2011年8月9日第1刷発行（8月4日発売[集 11]）、ISBN 978-4-08-870274-2
  12. 「第一関門は難易度 B」2011年10月9日第1刷発行（10月4日発売[集 12]）、ISBN 978-4-08-870296-4
  13. 「めだ関門」2011年12月7日第1刷発行（12月2日発売[集 13]）、ISBN 978-4-08-870319-0
  14. 「善吉くんと戦う前に」2012年3月7日第1刷発行（3月2日発売[集 14]）、ISBN 978-4-08-870374-9
  15. 「『勝ち』とはなんだ?」2012年4月9日第1刷発行（4月4日発売[集 15]）、ISBN 978-4-08-870421-0
  16. 「生きることは劇的だ」2012年7月9日第1刷発行（7月4日発売[集 16]）、ISBN 978-4-08-870467-8
  17. 「箱庭学園第百生徒会執行部」2012年9月9日第1刷発行（9月4日発売[集 17]）、ISBN 978-4-08-870501-9
  18. 「この戦いが終わったら」2012年12月9日第1刷発行（12月4日発売[集 18]）、ISBN 978-4-08-870536-1
  19. 「ようこそ不知火の里へ」2013年2月9日第1刷発行（2月4日発売[集 19]）、ISBN 978-4-08-870620-7
  20. 「鶴喰梟」2013年4月9日第1刷発行（4月4日発売[集 20]）、ISBN 978-4-08-870650-4
  21. 「私は人間が大好きです」2013年6月9日第1刷発行（6月4日発売[集 21]）、ISBN 978-4-08-870685-6
  22. 「黒神めだか健在なり」2013年9月9日第1刷発行（9月4日発売[集 22]）、ISBN 978-4-08-870804-1

電子書籍としてカラー版も発売されているが、カラー版では以下のように章分けされ通巻での表示はされていない。全21巻（モノクロ版より1巻少ない）。
- 生徒会執行編（全2巻・新書版の1-3巻前半部）
- 十三組の十三人編（全4巻・新書版の3巻後半-7巻前半）
- 球磨川事件編（全4巻・新書版の7巻後半-11巻前半）
- 黒神めだかの後継者編（全5巻・新書版の11巻後半-16巻・グッドルーザー球磨川はモノクロ版では15巻末尾に収録されているがカラー版では16巻に相当する後継者編5巻の先頭に収録されている）
- 漆黒の花嫁衣装編（全2巻・新書版の17-18巻）
- 不知火不知編（全3巻・新書版の19-21巻）
- 未来へのブーケトス編（全1巻・新書版の22巻）

### 小説
- 西尾維新（小説）、暁月あきら（画） 『小説版 めだかボックス』 集英社〈ジャンプ ジェイ ブックス〉、上下巻
  1. 「上巻 久々原滅私の腑抜けた君臨または啝ノ浦さなぎの足蹴による投票」2012年5月7日第1刷発行（5月2日発売[集 23]）、ISBN 978-4-08-703261-1
  2. 「下巻 朳理知戯のおしとやかな面従または椋枝閾の杯盤狼籍マニフェスト」2012年6月9日第1刷発行（6月4日発売[集 24]）、ISBN 978-4-08-703264-2
- 西尾維新（小説）、暁月あきら（画） 『めだかボックス外伝 グッドルーザー球磨川 小説版』 集英社〈ジャンプ ジェイ ブックス〉、上下巻
  1. 『上巻 水槽に蠢く脳だらけ』2012年10月15日第1刷発行（10月10日発売[集 25]）、ISBN 978-4-08-703278-9
  2. 『下巻 水槽管理のツークツワンク』2012年11月24日第1刷発行（11月19日発売[集 26]）、ISBN 978-4-08-703280-2
- 西尾維新（小説）、暁月あきら（画） 『めだかボックス ジュブナイル 小説版』 集英社〈ジャンプ ジェイ ブックス〉 2013年10月4日第1刷発行 ISBN 978-4-08-703300-7

### ガイドブック
- めだかボックス コンプリートガイドブック めだかブックス 2013年9月9日第1刷発行（9月4日発売[集 27]）、ISBN 978-4-08-870876-8

## ヴォイスコミック
集英社のヴォイスコミック「VOMIC」として、ジャンプ専門情報番組『サキよみ ジャンBANG!』にて2010年2月に原作第1箱にあたるストーリーが放送された。各3分、全4話。また十三人の十三組編の序章として、原作第26箱以降にあたる話が2010年7月に放送された。各3分、全5話。2010年3月から2011年11月までVOMIC公式サイトで配信された。
また、2012年3月にはアニメ版の声優を中心とした新たな原作第1箱のストーリーが配信された。
担当声優（2010年版）
- 黒神めだか - 豊口めぐみ
- 人吉善吉 - 神谷浩史
- 不知火半袖 - 加藤英美里
- 日向 - 羽多野渉
- 門司 - 川野剛稔
- 黒神真黒 - 子安武人
- 都城王土 - 三宅健太

担当声優（2012年版）
- 黒神めだか - 豊崎愛生
- 人吉善吉 - 小野友樹
- 不知火半袖 - 加藤英美里
- 日向 - 興津和幸

## テレビアニメ
2012年4月から6月まで、テレビ東京ほかにて第1期（全12話）が放送、同年10月から12月まで、『めだかボックス アブノーマル』のタイトルで第2期（本編全11話+番外編1話）が放送された。
キャスティングに関しては、原作者の西尾維新の意向が反映されている（テレビアニメ版声優の豊崎と小野は、血液型が担当キャラクターと同じくAB型）。
第1期最終回の翌週には、「番外箱 大打ち上げパーティーを執行する!」がテレビ東京とテレビ愛知で放送された。
本作は、全般的に表現規制が厳しい傾向にあるテレビ東京系アニメとしては、珍しくその規制をほとんど受けなかった作品にあたる。

### スタッフ
- 原作 - 西尾維新
- 漫画 - 暁月あきら
- 掲載 - 集英社「週刊少年ジャンプ」連載中
- 監督・シリーズ構成 - 佐伯昭志
- キャラクターデザイン - 桑名郁朗
- サブキャラ設定 - 木野下澄江、清丸悟
- プロップデザイン - 村松尚雄、春藤佳奈（第9話）
- 総作画監督 - 木野下澄江、清丸悟（第9話）
- ストーリーボードチーフ - 品川宏樹
- 色彩設計 - 高星晴美
- 美術監督 - 阿部幸恵
- 美術設定 - 藤井一志
- 撮影監督 - 赤松康裕
- 編集 - 平木大輔
- 音響監督 - 渡辺淳
- 音楽 - 加藤達也
- 音楽制作 - ランティス
- プロデューサー - 加藤正純、斎藤友子、紅谷佳和、伊藤善之、斎藤朋之
- アニメーションプロデューサー - 高橋祐一
- アニメーション制作 - GAINAX
- 製作 - 箱庭学園生徒会（メディアファクトリー、ガイナックス、テレビ東京、ランティス、電通）

### 主題歌
第1期
オープニングテーマ「HAPPY CRAZY BOX」（第1話 - 第11話）
作詞・作曲・歌 - 栗林みな実 / 編曲 -菊田大介
第12話はOPがないため未使用。
エンディングテーマ「お花畑に連れてって」
作詞・作曲 - 矢吹香那 / 編曲 - 前口渉 / 歌 - 黒神めだか（豊崎愛生）

第2期
オープニングテーマ
「BELIEVE」（第1話 - 第11話）
作詞・歌 - 栗林みな実 / 作曲・編曲 - 菊田大介
「Want to be winner!」（第12話）
作詞 - em:óu / 作曲・編曲 - 梅原新 / 歌 - 球磨川禊（緒方恵美）
エンディングテーマ「守護心PARADOX」（第1話 - 第11話）
作詞 - 畑亜貴 / 作曲・編曲 - 山元祐介 / 歌 - 美郷あき
第12話では未使用。

### 各話リスト
| 話数   | サブタイトル                                                   | 脚本     | 絵コンテ            | 演出              | 作画監督                                                 | アイキャッチ        |
| 第1期  | 第1期                                                          | 第1期    | 第1期               | 第1期             | 第1期                                                    | 第1期               |
| ------ | -------------------------------------------------------------- | -------- | ------------------- | ----------------- | -------------------------------------------------------- | ------------------- |
| 第1箱  | 生徒会を執行する!                                              | 佐伯昭志 | 佐伯昭志            | 井畑翔太          | 木野下澄江                                               | 木野下澄江          |
| 第2箱  | 貴様が犯人か?                                                  | 佐伯昭志 | 佐伯昭志 井畑翔太   | 浅野勝也          | 浅野勝也                                                 | ecco                |
| 第2箱  | 当然、私だ!                                                    | 佐伯昭志 | 佐伯昭志 井畑翔太   | 浅野勝也          | 浅野勝也                                                 | ecco                |
| 第3箱  | 余計な真似だよ!!                                               | 佐伯昭志 | 富田浩章            | 富田浩章          | 坂本勝                                                   | 富田浩章            |
| 第3箱  | めだかさんの御心のままにっ!!                                   | 佐伯昭志 | 富田浩章            | 富田浩章          | 坂本勝                                                   | 富田浩章            |
| 第4箱  | どっちやねん!!                                                 | 佐伯昭志 | 大庭秀昭            | 大庭秀昭          | 村田涼一 服部憲知                                        | 村田涼一            |
| 第4箱  | 願いがあるなら                                                 | 佐伯昭志 | 大庭秀昭            | 大庭秀昭          | 村田涼一 服部憲知                                        | 村田涼一            |
| 第5箱  | 勝って得よ!                                                    | 佐伯昭志 | 佐伯昭志 井畑翔太   | 井畑翔太          | 小田真弓                                                 | ecco                |
| 第6箱  | わかってもらおーなんて思ってないよ                             | 佐伯昭志 | 富田浩章            | 三宅和男          | 牛尾優衣 佐野聡彦                                        | 牛尾優衣            |
| 第7箱  | 誰にでもこういうことするの?                                    | 佐伯昭志 | 安食圭              | 安食圭            | 山崎正和                                                 | コイヌマナナ        |
| 第7箱  | 勝手でなければ!!                                               | 佐伯昭志 | 安食圭              | 安食圭            | 山崎正和                                                 | コイヌマナナ        |
| 第8箱  | 黒神めだかは私が潰します!!                                     | 佐伯昭志 | 原明                | 大庭秀昭 井畑翔太 | 服部憲知、松井誠 木野下澄江                              | 空賀萌香 北原広大   |
| 第9箱  | やり過ぎなけりゃ正義じゃねえ!                                  | 佐伯昭志 | 春藤佳奈            | 春藤佳奈          | 徳田賢朗                                                 | 春藤佳奈            |
| 第10箱 | 私は貴様を許さない!!                                           | 佐伯昭志 | 細田雅弘            | 高村雄太          | 小山智洋 岡戸智凱（プロップ）                            | 品川宏樹            |
| 第11箱 | これで決着だ!!                                                 | 佐伯昭志 | 村川健一郎          | 富田浩章          | 坂本勝                                                   | 坂本勝              |
| 最終箱 | 黒神めだかがいなくても!                                        | 西尾維新 | 佐伯昭志            | 井畑翔太 安食圭   | 佐野聡彦 清丸悟                                          | うめしたまなみ      |
| 第2期  |                                                                |          |                     |                   |                                                          |                     |
| 第1箱  | ノーマルと、スペシャルと、アブノーマル                         | 佐伯昭志 | 村川健一郎          | 富田浩章          | 清丸悟                                                   | 木野下澄江          |
| 第2箱  | 妹・妹・妹だ!                                                  | 佐伯昭志 | 三宅和男            | 三宅和男          | 佐野聡彦 牛尾優衣                                        | Wish                |
| 第3箱  | 今日中に叩き潰す!                                              | 佐伯昭志 | 安食圭              | 池田智美          | 山崎正和                                                 | 南方麻奈美 山崎正和 |
| 第4箱  | 俺はお前という化け物と                                         | 佐伯昭志 | 村川健一郎          | 井畑翔太          | 小田真弓 中澤勇一（エフェクト） 村松尚雄（メカ）         | 小田真弓 王國年     |
| 第5箱  | 君の命は殺せない                                               | 佐伯昭志 | 春藤佳奈            | 春藤佳奈          | 長谷川哲也 村松尚雄（メカ）                              | 春藤佳奈            |
| 第6箱  | 俺の何かになってくれ                                           | 佐伯昭志 | 島崎奈々子          | 島崎奈々子        | 清丸悟 木野下澄江                                        | 田村絵美 鯉沼菜奈   |
| 第7箱  | 黒神くじらという素敵な名前                                     | 佐伯昭志 | 玉田博              | 玉田博            | 徳田賢朗                                                 | 安食圭              |
| 第8箱  | 泣くところなんて見たくない                                     | 佐伯昭志 | 安食圭              | 三宅和男          | 佐野聡彦、牛尾優衣 小田真弓                              | 梅下麻奈未          |
| 第9箱  | 黒神めだか（改）です                                           | 佐伯昭志 | 富田浩章            | 池田智美          | 山崎正和                                                 | 木野下澄江 山崎正和 |
| 第10箱 | みんなを幸せにするためには                                     | 佐伯昭志 | 佐伯昭志            | 佐伯昭志          | 長谷川哲也                                               | 品川宏樹            |
| 第11箱 | これにて一件落着!                                              | 佐伯昭志 | 井畑翔太 村川健一郎 | 井畑翔太          | 大杉尚宏、吉田徹 桑名郁朗                                | 大野木彩乃 井畑翔太 |
| 番外編 | グッドルーザー球磨川 第マイナス十二槽 『生徒会を死刑執行する』 | 西尾維新 | 佐伯昭志 安食圭     | 佐伯昭志 安食圭   | 木野下澄江、佐野聡彦 牛尾優衣、徳田賢朗 清丸悟、中澤勇一 | -                   |

### 放送局
| 放送地域   | 放送局             | 放送期間                       | 放送日時           | 放送系列          | 備考                            |
| 第1期      | 第1期              | 第1期                          | 第1期              | 第1期             | 第1期                           |
| ---------- | ------------------ | ------------------------------ | ------------------ | ----------------- | ------------------------------- |
| 関東広域圏 | テレビ東京         | 2012年4月4日 - 6月20日         | 水曜 25:50 - 26:20 | テレビ東京系列    |                                 |
| 愛知県     | テレビ愛知         | 2012年4月5日 - 6月21日         | 木曜 25:30 - 26:00 | テレビ東京系列    |                                 |
| 韓国全域   | ANIPLUS            | 2012年4月6日 - 6月22日         | 金曜 23:30 - 24:00 | CS放送 ネット配信 | リピート放送あり 韓国語字幕あり |
| 大阪府     | テレビ大阪         | 2012年4月6日 - 6月22日         | 金曜 26:10 - 26:40 | テレビ東京系列    |                                 |
| 日本全域   | ニコニコチャンネル | 2012年4月7日 - 6月23日         | 土曜 25:30 更新    | ネット配信        | 最新話5日間無料配信             |
| 日本全域   | AT-X               | 2012年4月13日 - 6月29日        | 金曜 10:30 - 11:00 | CS放送            | リピート放送あり                |
| 熊本県     | 熊本放送           | 2012年4月15日 - 7月8日         | 日曜 25:50 - 26:20 | TBS系列           |                                 |
| 第2期      |                    |                                |                    |                   |                                 |
| 関東広域圏 | テレビ東京         | 2012年10月10日 - 12月26日      | 水曜 25:35 - 26:05 | テレビ東京系列    |                                 |
| 愛知県     | テレビ愛知         | 2012年10月11日 - 12月27日      | 木曜 25:35 - 26:05 | テレビ東京系列    |                                 |
| 大阪府     | テレビ大阪         | 2012年10月12日 - 12月28日      | 金曜 26:10 - 26:40 | テレビ東京系列    |                                 |
| 日本全域   | ニコニコ生放送     | 2012年10月13日 - 12月29日      | 土曜 25:00 - 25:30 | ネット配信        |                                 |
| 日本全域   | ニコニコチャンネル | 2012年10月13日 - 12月29日      | 土曜 25:30 更新    | ネット配信        |                                 |
| 日本全域   | AT-X               | 2012年10月18日 - 2013年1月3日  | 木曜 20:30 - 21:00 | CS放送            | リピート放送あり                |
| 熊本県     | 熊本放送           | 2012年10月21日 - 2013年1月13日 | 日曜 25:50 - 26:20 | TBS系列           |                                 |

### 関連商品

#### Blu-ray / DVD
2012年7月25日から発売。第1巻には2012年9月30日に一ツ橋ホールで開催のイベント応募券が封入。初回限定盤にはメインキャラクターのペーパークラフトが付属されている。
| 巻数 | 発売日         | 収録話          | 規格品番  | 規格品番  |
| 巻数 | 発売日         | 収録話          | Blu-ray   | DVD       |
| ---- | -------------- | --------------- | --------- | --------- |
| 1    | 2012年7月25日  | 第1箱 - 第2箱   | ZMXZ-7941 | ZMBZ-7951 |
| 2    | 2012年8月29日  | 第3箱 - 第4箱   | ZMXZ-7942 | ZMBZ-7952 |
| 3    | 2012年9月26日  | 第5箱 - 第6箱   | ZMXZ-7943 | ZMBZ-7953 |
| 4    | 2012年10月24日 | 第7箱 - 第8箱   | ZMXZ-7944 | ZMBZ-7954 |
| 5    | 2012年11月26日 | 第9箱 - 第10箱  | ZMXZ-7945 | ZMBZ-7955 |
| 6    | 2012年12月26日 | 第11箱 - 第12箱 | ZMXZ-7946 | ZMBZ-7956 |

| 巻数 | 発売日        | 収録話          | 規格品番  | 規格品番  |
| 巻数 | 発売日        | 収録話          | Blu-ray   | DVD       |
| ---- | ------------- | --------------- | --------- | --------- |
| 1    | 2013年1月30日 | 第1箱 - 第2箱   | ZMXZ-8331 | ZMBZ-8341 |
| 2    | 2013年2月27日 | 第3箱 - 第4箱   | ZMXZ-8332 | ZMBZ-8342 |
| 3    | 2013年3月27日 | 第5箱 - 第6箱   | ZMXZ-8333 | ZMBZ-8343 |
| 4    | 2013年4月24日 | 第7箱 - 第8箱   | ZMXZ-8334 | ZMBZ-8344 |
| 5    | 2013年5月29日 | 第9箱 - 第10箱  | ZMXZ-8335 | ZMBZ-8345 |
| 6    | 2013年6月26日 | 第11箱 - 第12箱 | ZMXZ-8336 | ZMBZ-8346 |

#### CD
| 発売日         | タイトル                                                          | 規格品番    |
| -------------- | ----------------------------------------------------------------- | ----------- |
| 2012年5月9日   | お花畑に連れてって                                                | LACM-4927   |
| 2012年8月8日   | TVアニメ『めだかボックス』 オリジナルサウンドトラック vol.1       | LACA-9241/2 |
| 2012年12月26日 | TVアニメ『めだかボックス アブノーマル』オリジナルサウンドトラック | LACA-15268  |

## Webラジオ
『インターネットラジオ『めだかボックス』』のタイトルで2012年3月30日より10月5日まで、公式サイトにて毎週金曜日に配信。
パーソナリティ
- 豊崎愛生（黒神めだか 役）

ゲスト
- 栗林みな実（第5回・第6回、オープニングテーマ担当）
- 小野友樹（第7回・第8回・第15回・第16回・第20回・第21回、人吉善吉 役）
- 加藤英美里（第17回、不知火半袖 役）
- 茅野愛衣（第17回、喜界島もがな 役）
- 浪川大輔（第18回・第19回、阿久根高貴 役）

コーナー
十三組編入希望試験
自分の特技を紹介し、面接官役の豊崎愛生（黒神めだか）が十三組の生徒に相応しいかどうか判断するコーナー。
めだかちゃん研究所
提示された学園生活に関するお題を基に、めだかのセリフを考えるコーナー。
『インターネットラジオ『めだかボックス アブノーマル』』のタイトルで2012年10月12日より12月29日まで公式サイトにて毎週金曜日に配信。
パーソナリティ
- 豊崎愛生（黒神めだか 役）

ゲスト
- 栗林みな実（第24回・第25回、オープニングテーマ担当）
- 美郷あき（第28回・第29回、第2期エンディングテーマ担当）
- 小野友樹（第32回・第33回、人吉善吉 役）

コーナー
めだかちゃん研究所
上に同じ。
アブノーマルを超えろ!ラジオdeフラスコ計画
リスナーの得意技に豊崎が挑戦するコーナー。